# Praça Fausto Cardoso
A Praça Fausto Cardoso é um logradouro de Sergipe que tem sua localização no centro de Aracaju, com vista para o rio Sergipe, contemplando os poderes Legislativo e Judiciário, além do Palácio Museu Olímpio Campos e a Escola do Legislativo. Na praça se encontra também, ao centro, a primeira estátua pública de Sergipe: a de Fausto Cardoso. O espaço público foi erguido em 1857 e leva o nome do influente político sergipano, destaque como deputado federal, jornalista, jurista, escritor e poeta, assassinado em agosto de 1906, durante o episódio conhecido como ‘a tragédia de Sergipe`.

## História
A atual Praça Fausto Cardoso, localizada na Avenida Ivo do Prado, antiga Rua da Aurora, foi construída em 1857, dois anos depois de Aracaju ter sido transformada em capital da antiga Província de Sergipe. O local é onde foram colocados os primeiros pinos de demarcação da área em que foi construído o centro urbano de Aracaju, pelo engenheiro Pirro.
A mais antiga praça da cidade, na época de sua construção, o Espaço público reunia praticamente todos os serviços públicos da Província: o Palácio, algumas repartições e a Assembléia Provincial. Até 1984, a praça abrigou o Ministério Público Estadual, e atualmente ainda abriga o Tribunal de Justiça de Sergipe e a Assembléia Legislativa, ficando também conhecida como Praça dos Três Poderes.
A praça, anteriormente chamada de ‘Praça do Imperador’, ‘Praça do Palácio’, ‘Praça da República’ e ‘Praça Tiradentes’, foi batizada de ‘Fausto Cardoso’ em 1912. A intenção foi homenagear o deputado, esse um dos mais influentes políticos da história sergipana, que se destacou também como jornalista, jurista e escritor, antes de ser assassinado no local em 28 de agosto de 1906, durante o episódio conhecido como ‘a tragédia de Sergipe’. Em 8 de setembro do mesmo ano, a praça recebia a estátua de Fausto Cardoso, inaugurada pelo presidente José de Siqueira Menezes. O monumento contém a seguinte frase: “vou morrer defendendo a honra da minha terra”.
A Praça Fausto Cardoso foi palco dos grandes comícios políticos, como o de Jorge Amado em 22 de dezembro de 1946; o de Plínio Salgado; o de Seixas Dória; o de Leandro Maciel; o de Maynard Gomes; o de Getúlio Vargas; o de Eduardo Gomes; o de Carlos Prestes, que aconteceu em 1947 e que foi anunciado pelos jornais da época como a maior concentração política na História de Sergipe; e o de Augusto Maynard, feito em 11 de janeiro de 1947, dando uma resposta ao comício anterior de Carlos Prestes. A Praça Fausto Cardoso também foi palco do movimento pelas Diretas Já e da luta contra a ditadura no Brasil. Além destes, a praça foi cenário de carnavais, desfiles cívicos, e do lançamento do Forró Caju.

## Galeria de imagens

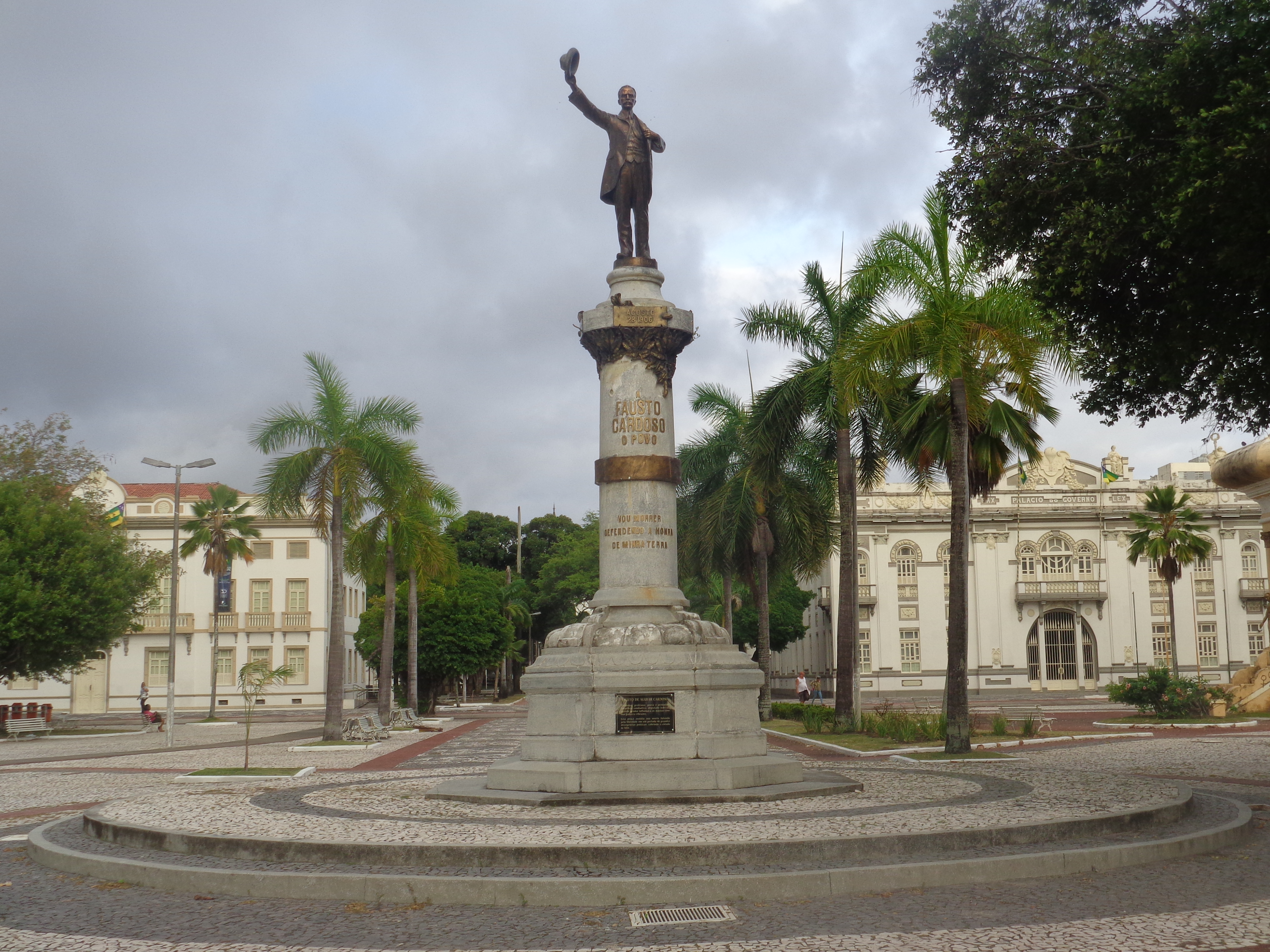
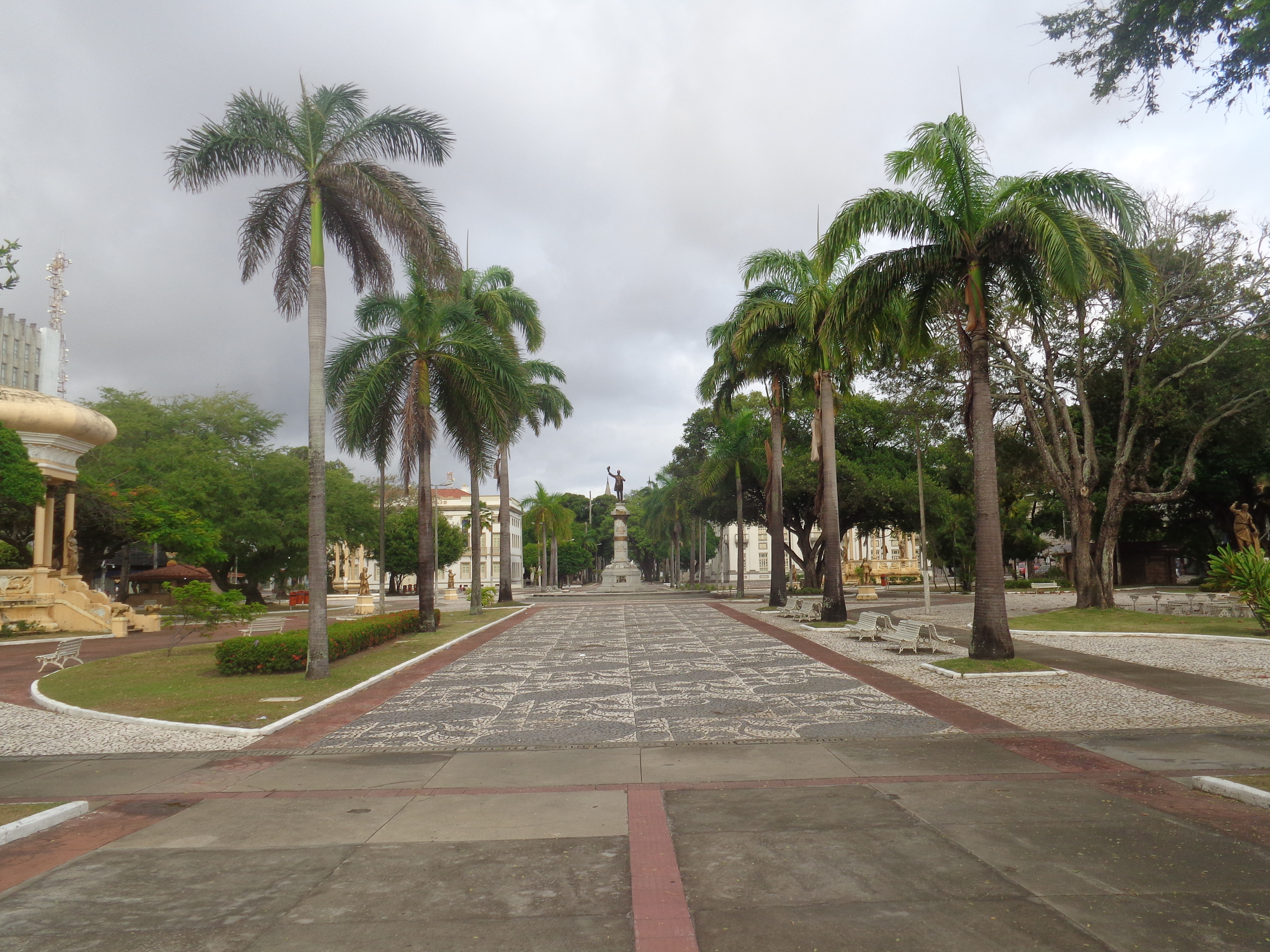
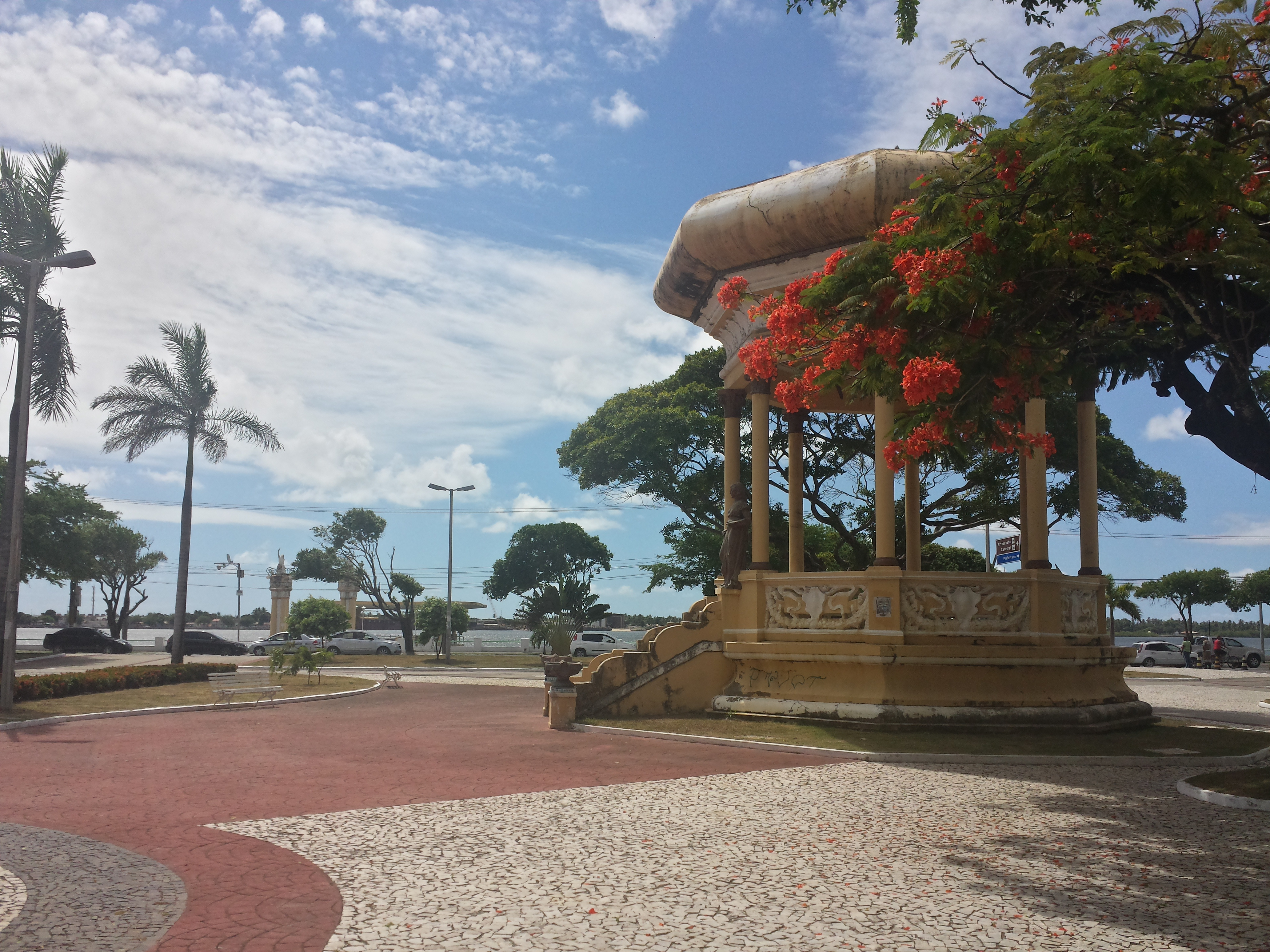
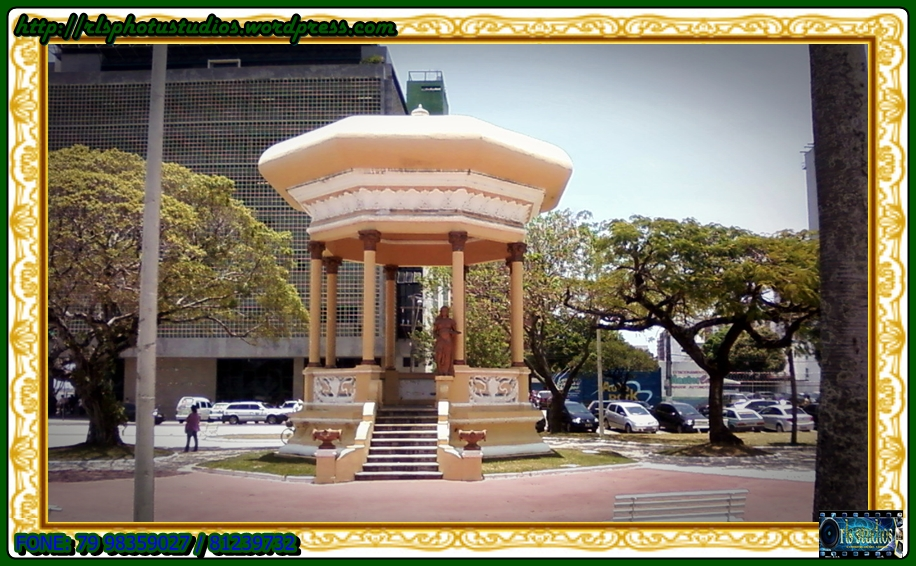
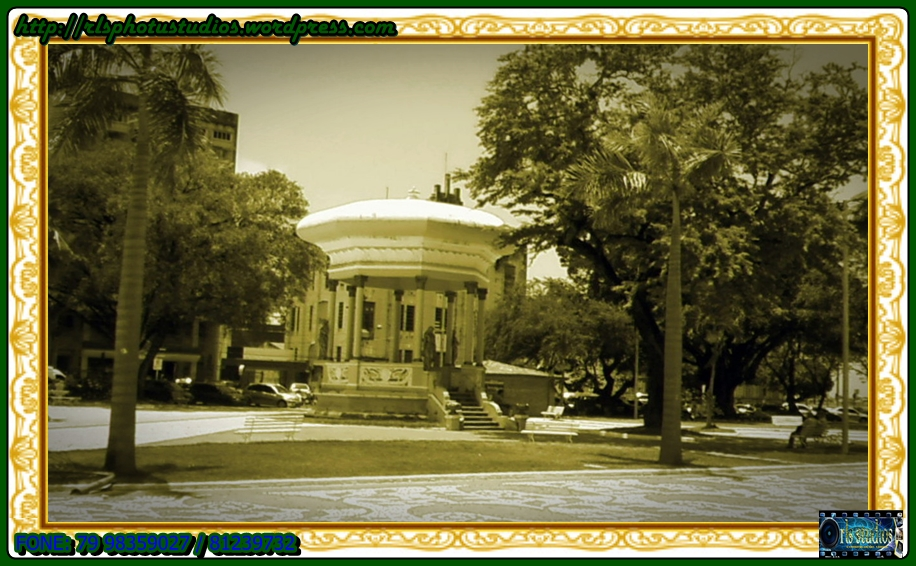
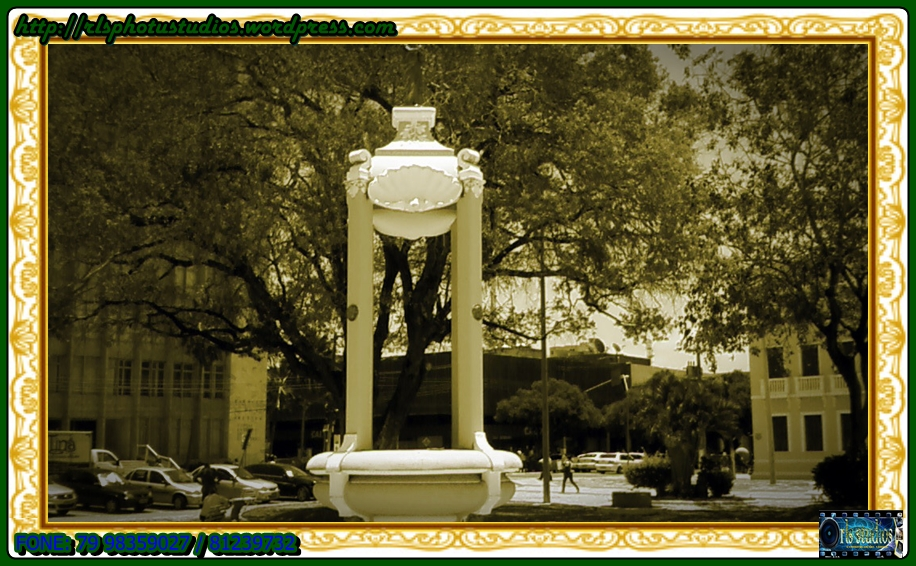
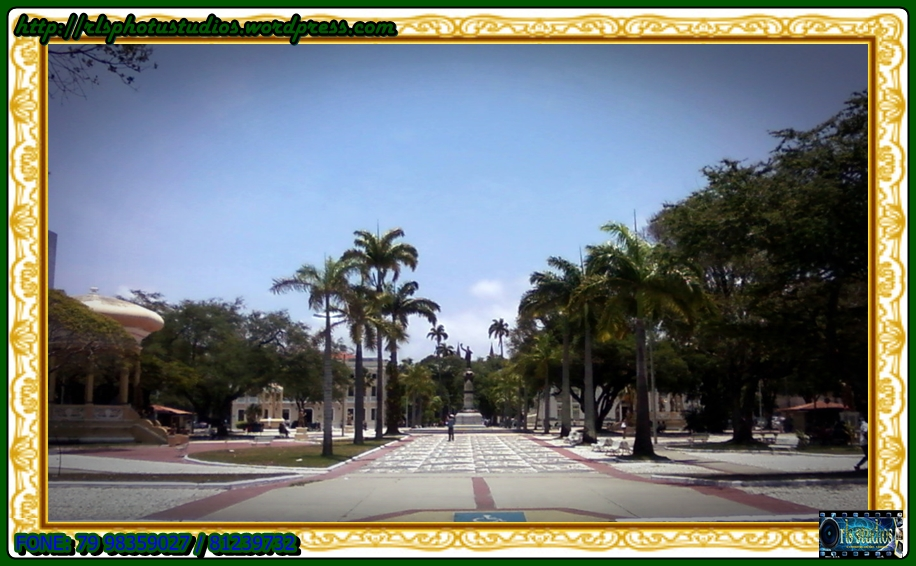
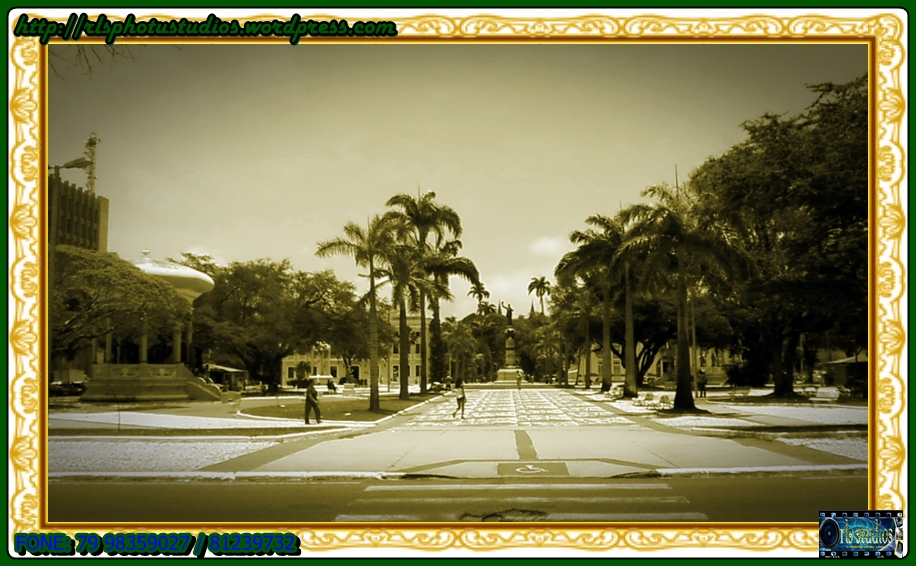